# Challenge League de l'AFC
La Challenge League de l'AFC (AFC Challenge League), abrégée en ACGL, est une compétition annuelle de football organisée par la Confédération asiatique de football (AFC). La première édition de cette nouvelle compétition aura lieu lors de la saison 2024-2025 en devenant la troisième compétition de l'AFC derrière la Ligue des champions Élite et la Ligue des champions 2.

## Histoire

### Création de la compétition
En décembre 2022, la commission des compétitions de l'AFC annonce qu'une réforme des compétitions de club aura lieu. Après que le football asiatique est joué sur deux compétitions (Ligue des champions de l'AFC et Coupe de l'AFC), ils passeront à trois compétitions, la première à 24 clubs, la deuxième à 32 clubs et la troisième à 20 clubs.
Le 14 août 2023, la Confédération asiatique annonce le nom des trois compétitions inter-clubs : la Ligue des champions Élite, la Ligue des Champions 2 et la Challenge League pour la troisième.

## Format
Le format de cette compétition est différent des deux autres, c'est-à-dire :
- tours de qualification, Selon les places allouées aux fédérations, des tours de qualification ont lieu pour qu'il y ait 20 équipes en phase de groupes.
- Une phase de groupes, qui est composée de cinq groupes de quatre équipes chacun qui s'affronte dans des matches uniques dans un lieu centralisé. Les huit meilleures équipes poursuivent la compétition en quarts de finale.
- Une phase finale, constituée de 8 équipes qualifiées de la phase de groupes qui est décomposée en quarts de finale et demi-finales jouées en aller-retour.
- Une finale, sur un terrain neutre. Prolongation, voire tirs au but en cas d'égalité.

## Palmarès
| N°                        | Édition                   | Vainqueur                 | Score                     | Finaliste                 | Lieu de la finale                        |
| Challenge League de l'AFC | Challenge League de l'AFC | Challenge League de l'AFC | Challenge League de l'AFC | Challenge League de l'AFC | Challenge League de l'AFC                |
| ------------------------- | ------------------------- | ------------------------- | ------------------------- | ------------------------- | ---------------------------------------- |
| 1                         | 2024-2025                 | FK Arkadag                | 2 - 1 ap                  | Preah Khan Reach FC       | Stade national Morodok Techo, Phnom Penh |
| 2                         | 2025-2026                 |                           | -                         |                           | Hong Kong Stadium                        |